# Saléon
Saléon est une commune française située dans le département des Hautes-Alpes en région Provence-Alpes-Côte d'Azur. Située dans la vallée du Buëch, elle constitue avec la Montagne de Chabre la limite sud du Bochaine.
Site occupé depuis la préhistoire, puis à l'époque romaine avec des fabriques de tuiles, Saléon entre dans l'histoire au Moyen Âge à travers sa paroisse et comme fief de la famille de Mévouillon et de ses alliés, les Lachau-Mévouillon puis les Armand. Après la Révolution, la commune connut un déclin très important de sa population. C'est aujourd'hui une petite commune rurale dans le parc régional des Baronnies Provençales.

## Géographie

### Localisation
Saléon est située dans la vallée du Buëch, entre la commune de Serres, située à vol d'oiseau à 11,1 kilomètres et Laragne-Montéglin à 4,5 kilomètres, au débouché de la vallée du Céans.

### Géologie, relief et hydrographie

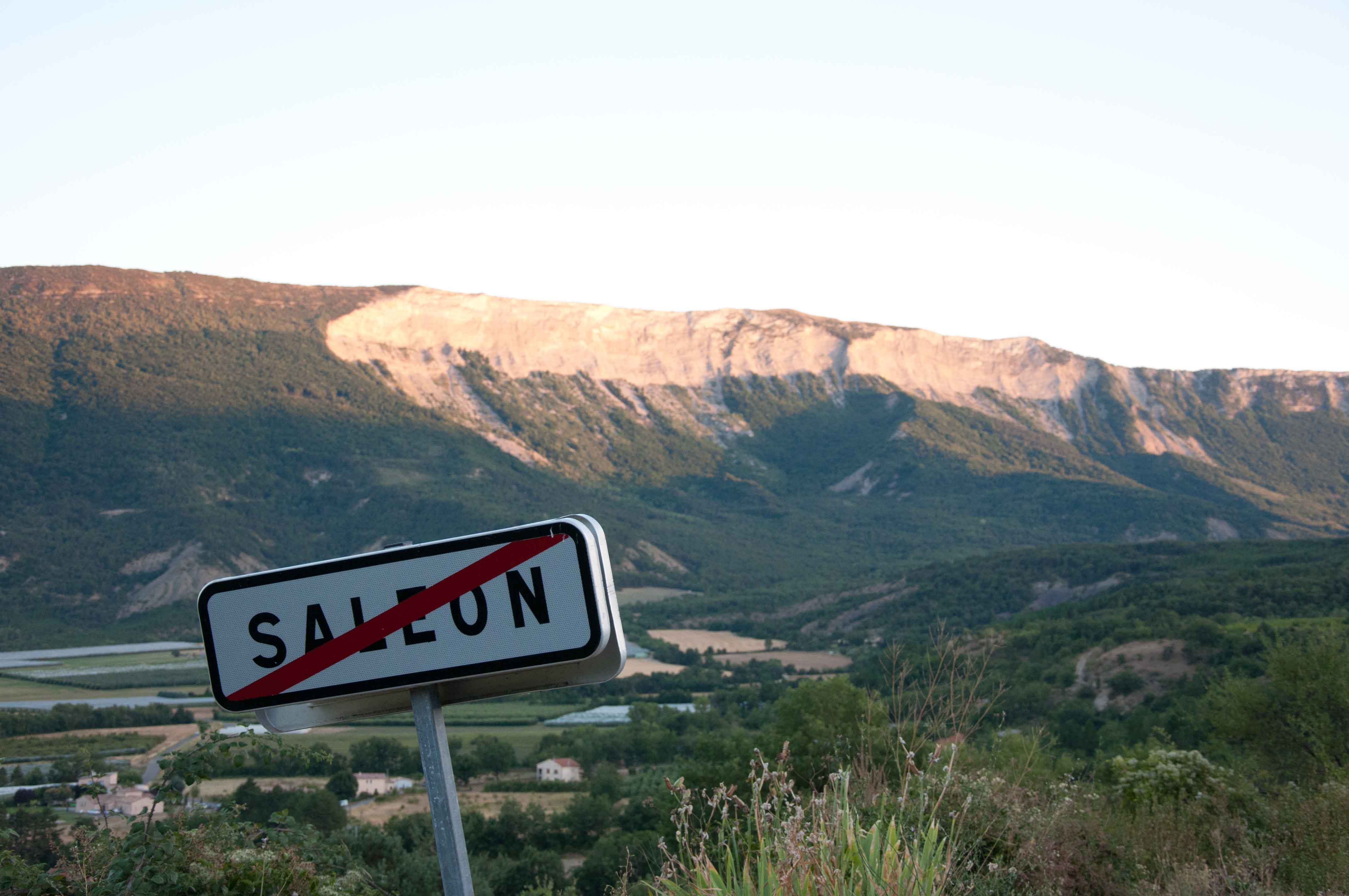
Plaine de Saléon et Montagne de Chabre, vues depuis le village.

Le territoire est délimité par une large boucle du Buëch à l'est et par le Céans au nord, fermé au sud-est par la crête des Espanons sur la Montagne de Chabre et s'ouvrant au sud par la vallée du Buëch vers la ville de Laragne-Montéglin.
Outre le poudingue, le sous-sol est composé de schistes marneux dont les bancs se prolongent vers le Buëch. La présence historique de tuileries indique aussi des dépôts importants d'argile.
Le village lui-même est perché sur une curiosité géologique, une barre de poudingue barrant la vallée du Buëch, au pied de la montagne de Chabre, alors que la commune s'étend sur un plateau boisé de pins et de chênes pubescents et dans une petite plaine.
Les cours d'eau bordant la commune, Buëch et Céans, ont un régime hydrologique à dominante nivale.

### Habitat et voies de communication
Outre le village lui-même, plusieurs lieux-dits regroupent des habitations, notamment celui de la Tuilière. Au cours des vingt dernières années, de nombreuses maisons ont été construites sur les pentes sud du plateau, densifiant l'habitat rural.
Seule la route départementale 330 traverse la commune, rejoignant au nord Pont Lagrand par un pont enjambant le Céans, Laragne-Montéglin au sud.

### Climat
Pour des articles plus généraux, voir Climat de Provence-Alpes-Côte d'Azur et Climat des Hautes-Alpes.
En 2010, le climat de la commune est de type climat méditerranéen altéré, selon une étude du Centre national de la recherche scientifique s'appuyant sur une série de données couvrant la période 1971-2000. En 2020, Météo-France publie une typologie des climats de la France métropolitaine dans laquelle la commune est exposée à un climat de montagne ou de marges de montagne et est dans la région climatique Alpes du sud, caractérisée par une pluviométrie annuelle de 850 à 1 000 mm, minimale en été.
Pour la période 1971-2000, la température annuelle moyenne est de 10,6 °C, avec une amplitude thermique annuelle de 17,6 °C. Le cumul annuel moyen de précipitations est de 943 mm, avec 7,4 jours de précipitations en janvier et 4,9 jours en juillet. Pour la période 1991-2020, la température moyenne annuelle observée sur la station météorologique de Météo-France la plus proche, « Laragne Montéglin », sur la commune de Laragne-Montéglin à 4 km à vol d'oiseau, est de 12,0 °C et le cumul annuel moyen de précipitations est de 813,8 mm. 
La température maximale relevée sur cette station est de 41,1 °C, atteinte le 28 juin 2019 ; la température minimale est de −17,4 °C, atteinte le 18 décembre 2010,,.
Les paramètres climatiques de la commune ont été estimés pour le milieu du siècle (2041-2070) selon différents scénarios d'émission de gaz à effet de serre à partir des nouvelles projections climatiques de référence DRIAS-2020. Ils sont consultables sur un site dédié publié par Météo-France en novembre 2022.

## Urbanisme

### Typologie
Au 1er janvier 2024, Saléon est catégorisée commune rurale à habitat très dispersé, selon la nouvelle grille communale de densité à 7 niveaux définie par l'Insee en 2022.
Elle est située hors unité urbaine. Par ailleurs la commune fait partie de l'aire d'attraction de Laragne-Montéglin, dont elle est une commune de la couronne,. Cette aire, qui regroupe 10 communes, est catégorisée dans les aires de moins de 50 000 habitants,.

### Occupation des sols
L'occupation des sols de la commune, telle qu'elle ressort de la base de données européenne d’occupation biophysique des sols Corine Land Cover (CLC), est marquée par l'importance des forêts et milieux semi-naturels (73,5 % en 2018), une proportion sensiblement équivalente à celle de 1990 (74,1 %). La répartition détaillée en 2018 est la suivante : 
forêts (49,5 %), terres arables (26 %), milieux à végétation arbustive et/ou herbacée (16 %), espaces ouverts, sans ou avec peu de végétation (8 %), zones agricoles hétérogènes (0,5 %).
L'évolution de l’occupation des sols de la commune et de ses infrastructures peut être observée sur les différentes représentations cartographiques du territoire : la carte de Cassini (XVIIIe siècle), la carte d'état-major (1820-1866) et les cartes ou photos aériennes de l'IGN pour la période actuelle (1950 à aujourd'hui).

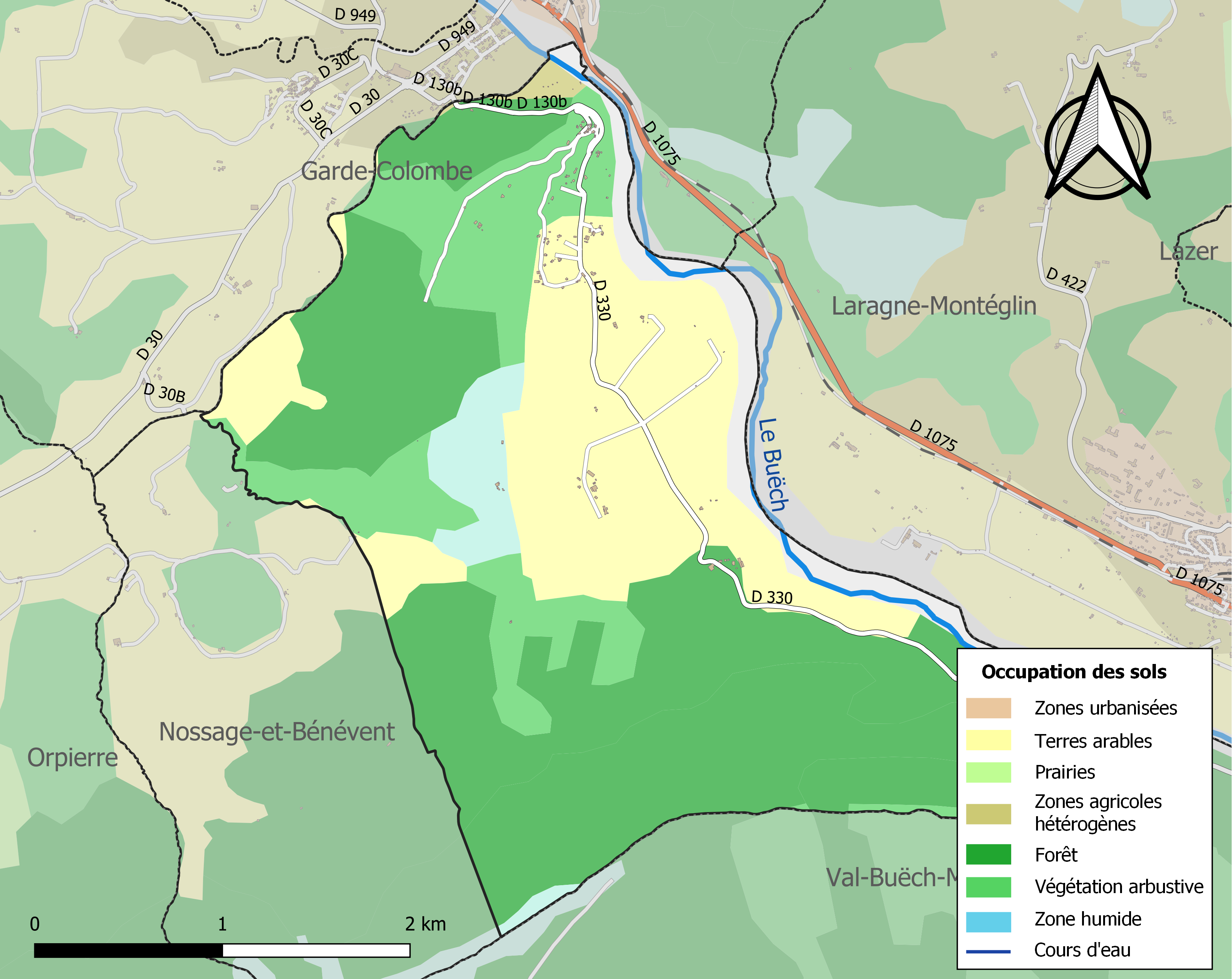
Carte de l'occupation des sols de la commune en 2018 (CLC).

## Toponymie
Le nom de la localité est attesté sous les formes Ecclesia de Celedone vers l'an 1100, Celéonum en 1297.
Les premières mentions du village dans les textes donnent au nom des formes diverses : Celedone, Celeone, Celeo, Celleo, Sceleone. Rien qui ne rappelle la racine sal, salis, le sel en latin à laquelle JCF Ladoucette fait correspondre l'étymologie du nom, à cause de la source salée présente sur la commune depuis des siècles. Il semble qu'il faille chercher une racine gauloise ou gallo-romaine, on peut alors pencher pour  une racine pré-celtique kal/(k)ar (signifiant rocher, dur), ou vers la racine gauloise Ocel-/Ocelo, signifiant sommet, promontoire, pointe. Cela semble bien en rapport avec la localisation du village à l'extrémité d'une colline qui barre la vallée. La transcription sous le nom précis de Saléon se retrouve à compter de 1516, puis est constamment reprise.

## Histoire
Le relevé sur le territoire de la commune de divers artefacts remontant notamment au Chasséen montrent que Saléon fut traversée et occupée dès le Néolithique, notamment par la présence de deux stations inventoriées au début du XXe siècle.
À l'époque gallo-romaine, la présence est bien établie puisque des fabriques de tuiles se trouvaient déjà au lieu-dit la Tuilière, attestées par des tuiles portant diverses marques spécifiques retrouvées sur place.
Il faudra attendre la fin du XIe siècle pour trouver les premiers textes mentionnant Saléon, à travers une donation faite en 1088 par l'évêque Isoard de Gap de l'église de Celedone (Saléon) et des bénéfices d'un prieuré de Caba Noxa (Chabanon, La Tuilière) à la congrégation de Notre-Dame d'Avignon. Prieuré de Saint-Félix de Chabanon et revenus de l'église de Saléon passeront ensuite aux prieurs de Lagrand, relevant des hospitaliers,.
À la frontière de la principauté des Baronnies, Saléon fait partie de l'apanage des barons de Mévouillon qui, depuis le début du XIIe siècle, ont obtenu de Frédéric Barberousse de relever directement de l'Empire. Cette puissante famille et ses descendants fourniront les seigneurs de Saléon pendant plusieurs siècles, alors que la transcription du nom du village change régulièrement : Celeo, Celeone, Castrum Saleonis, Celeoni. Au tournant du XIVe siècle, Saléon est un fief de la branche Mévouillon-Lachau et notamment de Galburge de Mévouillon et de ses descendants. Puis le village passe aux Grolée-Mévouillon avant d'être vendu aux Achard, seigneurs de Sainte-Colombe.
En 1602, Daniel d'Armand, baron de Lus et arrière-arrière-petit-fils de Pierre d'Armand, descendant de Galburge, rachète le village puis le revend avant que sa fille ne le rachète à nouveau. Par le jeu des mariages et des dots, il passera à la famille d'Yse en 1640, alliés des Armand, dont le rejeton Jean d'Yse de Saléon, archevêque de Vienne, se fera connaître pour sa lutte contre les Jansénistes.
À la veille de la Révolution, Saléon compte deux tuileries dont la production se retrouve sur les toits de tous les villages de la vallée au côté des tuiles de Ribiers. Un bac permet le passage du Buëch vers Orpierre et justifie une auberge.
Avec le XIXe siècle, le village connait un rapide déclin, perdant sa population plus vite que les localités alentour. Sans doute la fermeture des tuileries et la construction d'un pont sur le Buëch à Eyguians, privant Saléon de son rôle de point de passage, ont-elles déclenché cet exode. La construction d'un canal d'irrigation permettra juste d'améliorer l'agriculture essentiellement orientée vers la production fruitière (prunes, amandes).

## Politique et administration

### Découpage territorial
Saléon a fait partie, de 1994 à 2016, de la communauté de communes interdépartementale des Baronnies. Depuis le 1er janvier 2017, elle est membre de la communauté de communes du Sisteronais Buëch.
Saléon a également adhéré au parc naturel régional des Baronnies provençales.

### Administration municipale
Le nombre d'habitants au dernier recensement étant de moins de 100, le nombre de membres du conseil municipal est de 7.

### Liste des maires
| Période                                  | Période    | Identité        | Étiquette | Qualité                         |
| ---------------------------------------- | ---------- | --------------- | --------- | ------------------------------- |
| Les données manquantes sont à compléter. |            |                 |           |                                 |
| mars 2001                                | avril 2008 | Jean Azadian    |           |                                 |
| avril 2008                               | mars 2014  | Georges Nicols  |           |                                 |
| avril 2014                               | En cours   | Pascal Lombard, |           | Contremaître, agent de maîtrise |

### Jumelages
Saléon n'est jumelée avec aucune autre commune (mise à jour mars 2015).

## Population et société

### Démographie
Les habitants de la commune sont appelés les Saléonais.
L'évolution du nombre d'habitants est connue à travers les recensements de la population effectués dans la commune depuis 1793. Pour les communes de moins de 10 000 habitants, une enquête de recensement portant sur toute la population est réalisée tous les cinq ans, les populations de référence des années intermédiaires étant quant à elles estimées par interpolation ou extrapolation. Pour la commune, le premier recensement exhaustif entrant dans le cadre du nouveau dispositif a été réalisé en 2005.

En 2022, la commune comptait 81 habitants, en évolution de −10,99 % par rapport à 2016 (Hautes-Alpes : +0,4 %, France hors Mayotte : +2,11 %).
| 1793 | 1800 | 1806 | 1821 | 1831 | 1836 | 1841 | 1846 | 1851 |
| ---- | ---- | ---- | ---- | ---- | ---- | ---- | ---- | ---- |
| 402  | 242  | 309  | 263  | 267  | 238  | 240  | 242  | 250  |

| 1856 | 1861 | 1866 | 1872 | 1876 | 1881 | 1886 | 1891 | 1896 |
| ---- | ---- | ---- | ---- | ---- | ---- | ---- | ---- | ---- |
| 252  | 235  | 200  | 173  | 179  | 167  | 145  | 140  | 124  |

| 1901 | 1906 | 1911 | 1921 | 1926 | 1931 | 1936 | 1946 | 1954 |
| ---- | ---- | ---- | ---- | ---- | ---- | ---- | ---- | ---- |
| 118  | 110  | 109  | 109  | 109  | 91   | 77   | 66   | 74   |

| 1962 | 1968 | 1975 | 1982 | 1990 | 1999 | 2005 | 2006 | 2010 |
| ---- | ---- | ---- | ---- | ---- | ---- | ---- | ---- | ---- |
| 65   | 46   | 43   | 51   | 47   | 69   | 78   | 75   | 92   |

| 2015 | 2020 | 2022 | - | - | - | - | - | - |
| ---- | ---- | ---- | - | - | - | - | - | - |
| 91   | 85   | 81   | - | - | - | - | - | - |

La révolution industrielle voit la population s’effondrer dans la seconde moitié du XIXe siècle, les habitants étant attirés par les perspectives d'emploi offertes dans les départements voisins, notamment les Bouches-du-Rhône du fait des activités et des potentialités du sous-sol local.
Puis la Première Guerre mondiale a un impact notable sur la population de la commune qui chute fortement au recensement de 1936, la commune ayant payé un plus lourd tribut que la moyenne nationale. Cette décroissance ne sera pas enrayée par le baby-boom, la commune n'accueillant dans la seconde moitié du XXe siècle que 10 % de sa population à l'aube des guerres napoléoniennes.
La population connaît une augmentation régulière depuis les années 1990 sous l'effet de la rurbanisation. La période des vacances voit l'arrivée d'estivants qui augmentent sensiblement la population.

### Enseignement
Il n'y a pas d'établissements scolaires à Saléon. L'école maternelle la plus proche est à Garde-Colombe, les collèges à Serres et Laragne-Montéglin, les lycées à Gap ou Veynes.

### Santé
Les médecin, dentiste, infirmière, laboratoire les plus proches sont situés à Laragne-Montéglin. Le Centre Hospitalier le plus proche est celui de Sisteron, à 25 km.

### Manifestations culturelles et festivités
La fête patronale est le 17 janvier, fête de Saint-Antoine-le-Grand, éponyme de l'église paroissiale.
L'association « Saléon, Site, Village et Patrimoine » organise régulièrement des expositions et conférences à propos de la commune.

### Sports
Le territoire de la commune fut un lieu d'atterrissage pour parapentes et deltaplanes partant de la montagne de Chabre avant que les envols se fassent vers le sud pour des raisons de sécurité. Il comprend par ailleurs quelques sentiers de randonnées ou de VTT balisés dans le cadre des parcours de la vallée du Buëch. Une aire de jeu et un boulodrome sont situés à proximité de la mairie.

### Culte
Le territoire de la commune dépend de l'ensemble paroissial du sud Buëch, au sein du diocèse de Gap et d'Embrun. Le culte catholique n'est plus célébré régulièrement dans l'église paroissiale Saint-Antoine (mise à jour du 17 août 2015).

## Économie
La commune est essentiellement agricole avec de nombreux vergers (jadis de pêches, aujourd'hui de pommes), recouverts de filets anti-grêle voyants. La principale entreprise est la société Hélices Halter, fabricant des hélices en bois pour drones et autres véhicules volants sans pilote. Leader mondial sur ce marché très spécialisé, la société réalise un chiffre d'affaires d'environ 1 M€ avec une dizaine de salariés. Une source de revenus majeure pour la commune est la redevance versée par EDF pour l'exploitation des eaux du Buëch qui sont captées en amont. Cette redevance étant liée à la longueur de berge et Saléon étant enserrée dans une boucle de la rivière, elle assure à la commune une source de revenus confortables et l'absence d'endettement.

## Culture locale et patrimoine

### Lieux et monuments
La commune contient les ruines d'un château du XIVe siècle dont la chapelle Saint-Marc est en cours de restauration en 2015, et une église reconstruite après les Guerres de Religion renfermant un tableau de saint Christophe notable.
Il subsistait encore récemment une grotte située dans le village qui jusqu'au XIXe siècle a servi de four banal pour la cuisson du pain. Cette curiosité géologique (amalgame de poudingue) et historique appelée « le Rocher percé » a été détruite pour élargir la route.
Un aqueduc enjambant le Céans, construit au XIXe siècle, est l'héritage des captages permettant l'agriculture dans la plaine.
- Église Saint-Antoine de Saléon.

### Personnalités liées à la commune

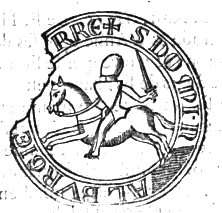
Sceau de Galburge de Mévouillon, Dame de Serres, seigneur de Saléon - d'après un acte du XIIIe siècle.

- Galburge de Mévouillon-Mison, dame de Serres, seigneur de Saléon au XIIIe siècle, apparentée aux barons Mévouillon des Baronnies. Épouse d'un prince d'Orange puis d'un Lachau-Mévouillon, elle dut se battre constamment pour préserver son héritage. Son sceau la représente à cheval en armure, fait exceptionnel pour une femme au Moyen Âge[37].
- Jean d'Yse de Saléon, fils d'un seigneur de Saléon, évêque de Rodez puis archevêque de Vienne, connu pour son combat contre les Jansénistes au XVIIe siècle.

### Héraldique
| Blason de Saléon | Blason  | De gueules à la fasce échiquetée de sinople et d'argent de deux tires, accompagnée en chef d'un croissant d'or. |
| Blason de Saléon | Détails | * Il y a là non-respect de la règle de contrariété des couleurs : ces armes sont fautives. Adoptées par la municipalité en 1968, ces armes sont attestées comme anciennes par le baron Lucien Borel de Bez. Une pierre sur laquelle elles étaient gravées, datant du XIIIe siècle et en provenance du château, aurait été visible au XIXe siècle dans le mur d'une maison du village. Par analogie, elles peuvent être rapprochées des armes des Armand de Chateauvieux, issus par Pierre d'Armand (vers 1400) de la descendance de Galburge de Mévouillon, qui portent de gueules à la fasce échiquetée d’argent et de sable de trois tires, accompagnée en chef d’un croissant d’or et en pal d’un bœuf paissant de même. Le statut officiel du blason reste à déterminer. |